# نویل اسمیت
نویل اسمیت (انگلیسی: Neville Smith؛ زادهٔ ژانویه ۱۹۴۰) بازیگر و فیلم‌نامه‌نویس اهل بریتانیا است.
از فیلم‌ها یا برنامه‌های تلویزیونی که وی در آن نقش داشته‌است، می‌توان به کاش اینجا بودی، دکتر هو، جام جهانی: روایت یک کاپیتان و بیلی دروغگو اشاره کرد.